# Plage du Prado

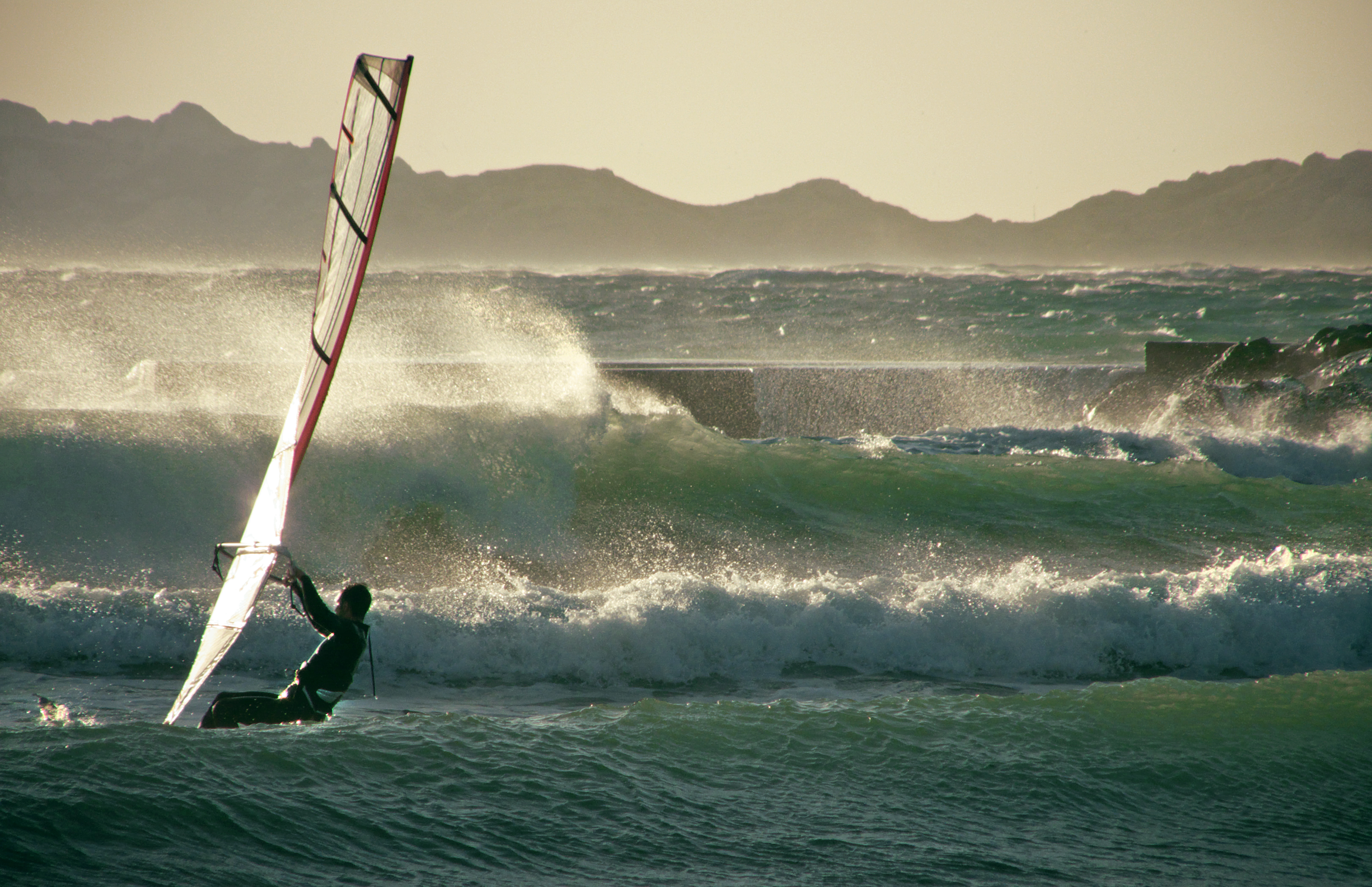
Windsurfer am Plage du Prado bei Mistral

Der Plage du Prado ist ein Strand im Süden von Marseille, Frankreich. Er befindet sich im 8. Arrondissement der südfranzösischen Metropole und wird durch die Promenade de Georges Pompidou erschlossen, in deren Westen der Strand verläuft.
Der Strand wurde in den 1970er und 1980er Jahren auf Initiative von Bürgermeister Gaston Defferre künstlich aufgeschüttet mit Material aus dem Bau der Marseiller Metro. Er besteht zum größten Teil aus feinem Kiesel.
Der Plage du Prado wird als Naherholungsziel und als Schauplatz zahlreicher sportlicher Veranstaltungen genutzt, unter anderem zum Drachenfliegen und Windsurfen.
Im Juli 2008 war der Plage du Prado Austragungsort der FIFA-Beachsoccer-Weltmeisterschaft 2008, die damit zum ersten Mal außerhalb Brasiliens ausgetragen wurde.